# Provincia di Kırşehir
La provincia di Kırşehir è una delle province della Turchia. 	

## Distretti

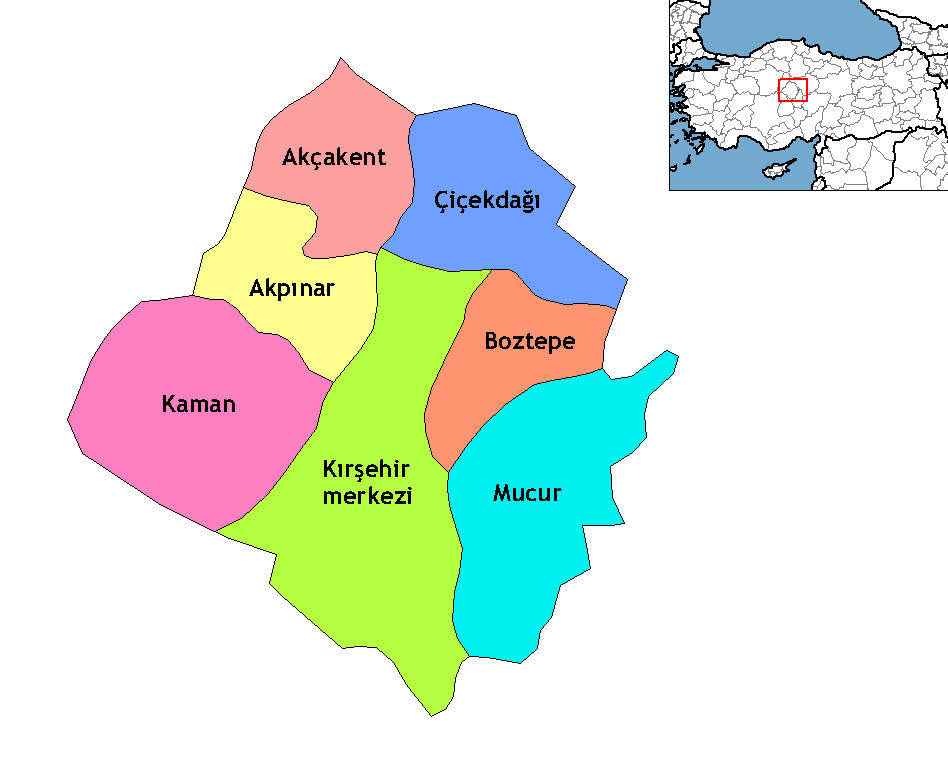
Distretti della provincia di Kırşehir

La provincia è divisa in 7 distretti: 	
- Akçakent
- Akpınar
- Boztepe
- Çiçekdağı
- Kaman
- Kırşehir
- Mucur